# Pseudabryna luzonica
Pseudabryna luzonica là một loài bọ cánh cứng trong họ Cerambycidae.